# 미국 수학회

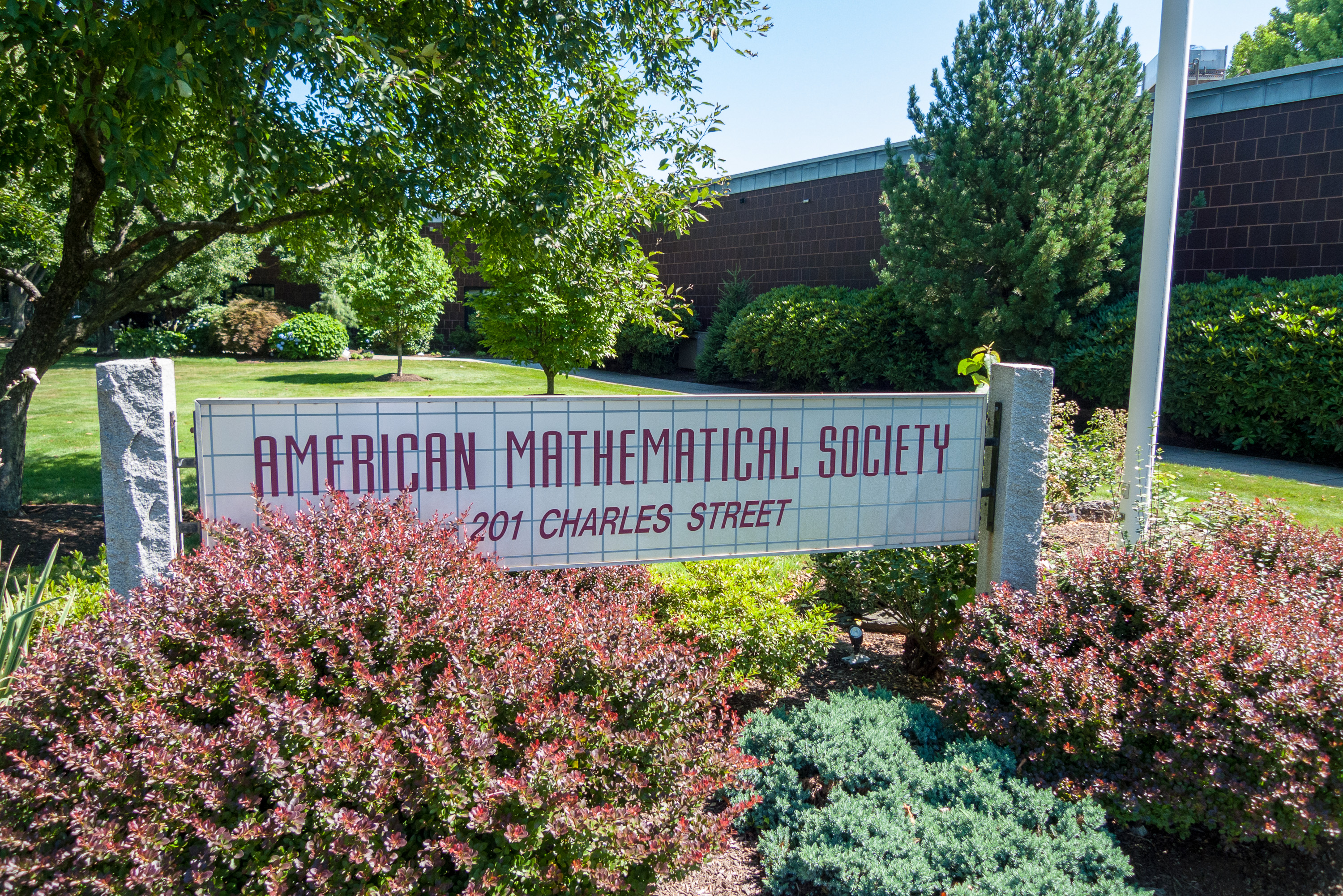

미국 수학회(美國數學會, American Mathematical Society, AMS)는 미국의 수학 학회이다. 현재 회원 수는 32000명. 영국에 머무는 동안 런던 수학 협회의 영향을 받은 토머스 피스크에 의해 New York Mathematical Society라는 이름으로 1888년에 설립되었다. 1894년 7월에 현재의 이름으로 명칭을 변경하였다.

## 같이 보기
- 런던 수학회
- 독일 수학회
- 응용수학 및 역학 학회
- 유럽수학회
- 왕립 통계 학회